# 2422 Perovskaya
2422 Perovskaya (1968 HK1) là một tiểu hành tinh vành đai chính được phát hiện ngày 28 tháng 4 năm 1968 bởi T. Smirnova ở Nauchnyj.